# Nova Alvorada do Sul
Nova Alvorada do Sul este un oraș în Mato Grosso do Sul (MS), Brazilia.